# Troy (Missouri)
 For alternative betydninger, se Troy. (Se også artikler, som begynder med Troy)
Troy er en amerikansk by i Lincoln County, i staten Missouri. I 2000 havde byen et indbyggertal på 6.737.

## Ekstern henvisning
- Troys hjemmeside (engelsk)

38°58′30″N 90°58′38″V / 38.975°N 90.9772°V